# Holambra

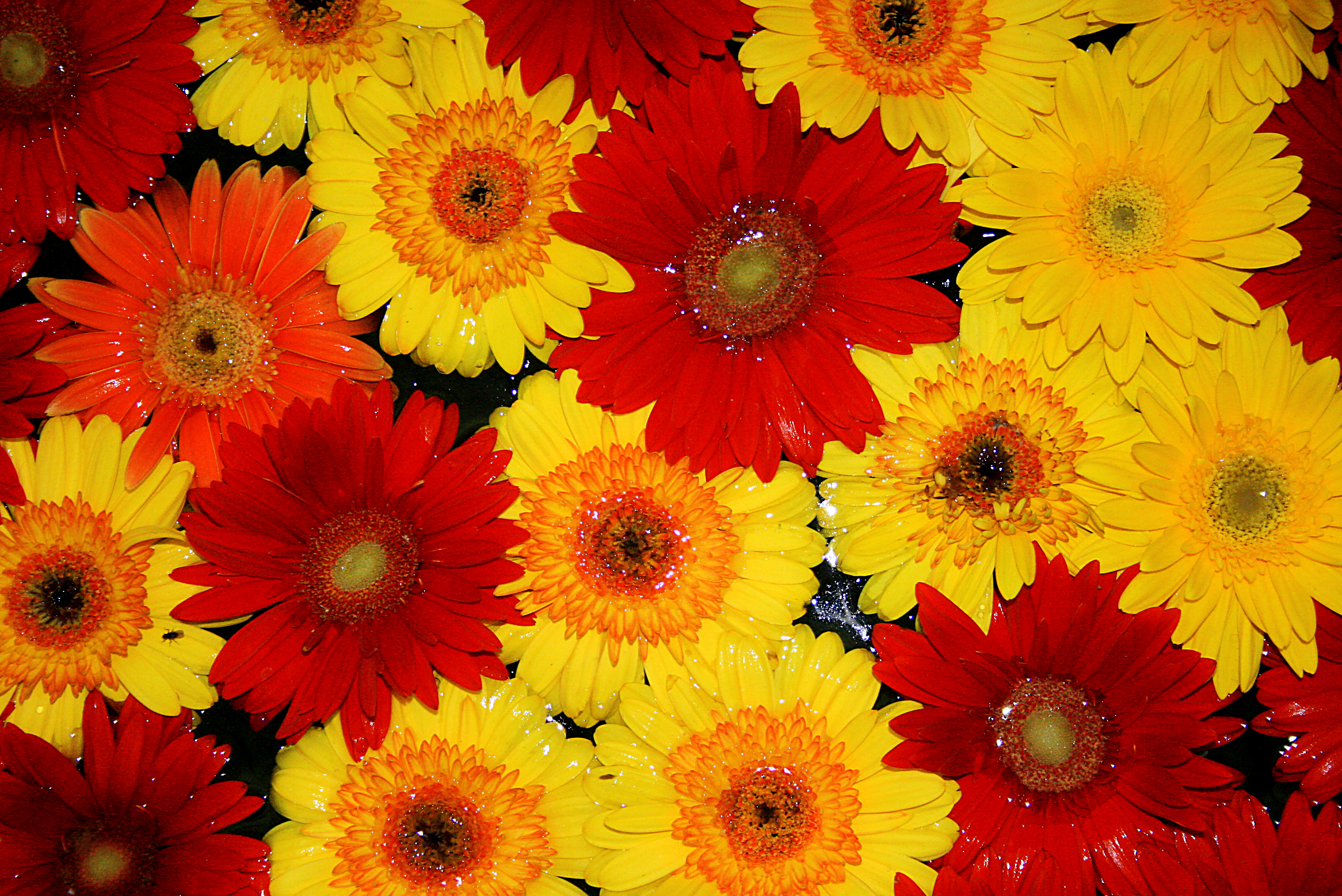
Flores de la Expoflora.

Holambra es un municipio brasileño del estado de São Paulo y microrregión de Campinas, fundada el 27 de octubre de 1991. 
Se localiza a una latitud 22º37'59" sur y a una longitud 47º03'20" oeste, estando a una altitud de 600 metros sobre el nivel del mar. Su población estimada en 2004 era de 8.128 habitantes.

## Demografía
Datos del Censo - 2000
Población Total: 13.217
- Urbana: 7.939
- Rural: 5.279
- Hombres: 5.779
- Mujeres: 7.593

Densidad demográfica (hab./km²): 112,15
Mortalidad infantil hasta 1 año (por mil): 12,21
Expectativa de vida (años): 73,30
Tasa de fertilidad (hijos por mujer): 2,22
Tasa de Alfabetización: 91,95%
Índice de Desarrollo Humano (IDH-M): 0,827
- IDH-M Salario: 0,801
- IDH-M Longevidad: 0,805
- IDH-M Educación: 0,876

(Fuente: IPEAFecha)

## Geografía

### Hidrografía
El territorio de Holambra presenta un relieve relativamente plano y es bordeado por el ríos Jaguari, Camanducaia y Pirapitingui.

## Transporte

### Carreteras
- SP-107
- SP-340

## Economía
La economía de Holambra se basa en la agricultura, ganadería y turismo.

## Religión
El Cristianismo está presente en la ciudad de la siguiente manera:

### Iglesia Católica
La iglesia católica del municipio forma parte de la Diócesis de Amparo.

### Iglesia Protestante
En la ciudad están presentes las más diversas creencias evangélicas, principalmente pentecostales, incluidas las Asambleas de Dios de Brasil (la iglesia evangélica más grande del país), Congregación Cristiana, entre otras. Estas denominaciones están creciendo cada vez más en todo Brasil.